# Luís Roberto Ponte
Luís Roberto Andrade Ponte (Fortaleza, 4 de janeiro de 1934) é um empresário e político brasileiro.

## Biografia
Filho do Frederico Ferreira da Ponte e da Maria Lehena Andrade Ponte. É engenheiro formado pela Universidade Federal do Rio Grande do Sul e empresário do ramo da construção civil. 

## Trajetória política
Ponte foi secretário estadual de Desenvolvimento Social durante o governo de Germano Rigotto. Foi deputado federal por dois mandatos: entre 1987 e 1991, como constituinte, e no período de 1991 a 1995, assumindo também como suplente durante a legislatura de 1995 a 1999. De abril a dezembro de 1989 foi designado líder do governo na Câmara de Deputados.
Foi ministro chefe do Gabinete Civil da Presidência da República no governo José Sarney, de 21 de dezembro de 1989 a 15 de março de 1990.
Nas eleições de 1996, foi candidato a vice-prefeito de Porto Alegre, pelo MDB (à época PMDB).

## Condenação Criminal
Em 30 de novembro de 2022, Luís Roberto Ponte, juntamente com outros empresários, assinou uma carta publicada pela Sociedade de Engenharia do Rio Grande do Sul, na qual se pedia uma intervenção militar com o objetivo de destituir membros do Judiciário e anular o resultado da eleição presidencial. Em razão da publicação, ele e o empresário Walter Lídio Nunes foram denunciados pelo Ministério Público pelo crime de incitação à animosidade das Forças Armadas contra os poderes constitucionais. Ambos foram absolvidos em primeira instância, mas acabaram condenados em segunda instância após recurso do Ministério Público, acolhido pelo Tribunal de Justiça do Rio Grande do Sul. A pena de 3 meses de detenção em regime aberto foi convertida em multa.